# Popeye (personage)
Popeye is een door Elzie Segar vormgegeven Amerikaans strip- en tekenfilmfiguur, die op 17 januari 1929 voor het eerst in stripvorm verscheen. Vanaf 1933 was hij ook te zien in diverse tekenfilms van Max Fleischer en Dave Fleischer. Popeye groeide zo uit tot een van de beroemdste en populairste strip- en tekenfilmreeksen ter wereld.

## Geschiedenis

### Stripreeks
Popeye was oorspronkelijk een nevenpersonage in Elzie Segars krantenstrip Thimble Theatre (1919-1938), die toen vooral rond Olijfje en haar familie draaide. De reeks werd al 10 jaar lang gepubliceerd toen Popeye in 1929 zijn debuut maakte. De zeeman die supersterk wordt door het eten van spinazie werd algauw razend populair en werd spoedig het centrale personage. De strips waren verder ook zeer geliefd dankzij de ironische humor en de spannende plots. Na het vroegtijdige overlijden van de 43-jarige Segar in 1938 ten gevolge van leukemie, zetten zijn assistenten de populaire strip voort. Vooral Bud Sagendorf toonde zich bijzonder geïnspireerd en zou de spinaziemythe helpen ontstaan tijdens de Tweede Wereldoorlog. Omdat niet kon worden voorzien hoe lang de oorlog zou duren, wilde de regering de mensen aanpraten wat zuiniger om te springen met vlees, want ondanks de grote veestapel moesten reusachtige hoeveelheden vlees in de Verenigde Staten worden ingevoerd. Daartoe liet men de populaire stripfiguur Popeye spinazie promoten.

### Tekenfilmserie
Popeyes succes steeg internationaal toen Max Fleischer en Dave Fleischer, bekend van de Betty Boop-tekenfilms, vanaf 1933 tot 1941 voor Paramount Pictures een hele reeks korte tekenfilmpjes rond Popeye begonnen te maken. Ze namen naast Popeye ook Olijfje en de hamburgeretende J. Wellington Wimpy over. Ook namen ze de potige zeebonk Bluto over. Deze was in de strips slechts in één album te zien maar werd in de tekenfilms de vaste antagonist. Stemacteurs Jack Mercer en Mae Questel spraken de stemmen van Popeye en Olijfje in. De filmpjes hadden altijd een vaste plot: Popeye belandt in een netelige situatie en net wanneer hij dreigt te verliezen haalt hij zijn blik spinazie boven, eet alles op, wordt supersterk en verslaat zijn tegenstander(s) definitief. Tot slot zingt hij zijn signatuurlied: I'm Popeye the Sailor Man. Ondanks deze routineuze formule bleef Popeye decennialang een succes. De spinazieconsumptie in de VS steeg destijds met 30 procent, veel Amerikaanse militairen droegen een Popeye-tatoeage en tijdens de jaren 30 was hij zelfs even populair als (soms zelfs populairder dan) Mickey Mouse.
In 1941 ging de Fleischer studio failliet en kocht Paramount Pictures alles op. Ze veranderden de naam van de studio in de "Famous Studios" en bleven tot 1957 nieuwe afleveringen maken. Daarna werden de rechten op de serie doorverkocht aan Associated Artists Productions (A.A.P.) en op hun beurt doorverkocht aan United Artists, die later zouden fuseren met Metro-Goldwyn-Mayer, dat in 1986 op zijn beurt door Turner Entertainment werd gekocht. Van 1960 tot 1962 bracht King Features ook een reeks nieuwe tekenfilms rond Popeye uit voor televisie. Omdat men dacht dat Paramount de rechten had op het personage Bluto, ontwierp men de lookalike Brutus. Later bleek dat King Features wel degelijk eigenaar was van het personage Bluto, waardoor deze weer zijn intrede doet in de tekenfilms van Hanna-Barbera studio's die werden gemaakt tussen 1978 en 1987. Alhoewel Popeye in al die tijd internationaal geliefd bleef worden de Fleischer Studio-tekenfilmpjes toch als de beste animatieversie gezien. In 2004 bracht Lions Gate Entertainment een computeranimatie-tv-special uit rond Popeye, getiteld Popeye's Voyage: The Quest for Pappy. Sinds 2007 heeft Warner Home Video alle originele Popeye-tekenfilmpjes tussen 1933 en 1957 gerestaureerd en op dvd uitgebracht.

## Het Popeye-lied
In tekenfilms zingt Popeye vaak een liedje, geschreven door Sammy Lerner in 1932, dat met de volgende regels begint:
I'm Popeye the Sailor Man. (2x) (tuut tuut)
Ik ben Popeye de zeeman (2x) (tuut tuut)
I'm strong to the finish, cause I eats me spinach.
Ik ben sterk tot het einde, want ik eet mijn spinazie
I'm Popeye the Sailor Man. (tuut tuut)
Ik ben Popeye de zeeman (tuut tuut)

## Popeye op de Nederlandse televisie
De serie korte tekenfilms die in de jaren zestig door King Features werden geproduceerd werden in Nederland door de VARA op de televisie gebracht. Hierbij werd de originele reeks tekenfilms van Nederlandstalige ondertiteling voorzien. Tegelijkertijd werd in het programma Kinderbios van de AVRO de The All new Popeye show uitgezonden, waarbij de tekenfilms volledig in het Nederlands werden nagesynchroniseerd. De stem van Popeye werd hierbij vertolkt door de acteur Joop Doderer. Omdat deze twee tekenfilmseries speciaal voor de televisie werden gemaakt, haalden ze het kwalitatief niet vergeleken bij de oorspronkelijke filmpjes van vroeger jaren.

## Auteursrecht
Door het vroegtijdige overlijden van Elzie Segar is het Popeye-figuurtje sinds begin 2009 in Europa rechtenvrij aan te wenden in publicaties. Onder de Amerikaanse wetgeving is het beschermd tot 2034. In de Europese Unie loopt het auteursrecht tot 70 jaar na het overlijden van de bedenker. In de Verenigde Staten is deze termijn 95 jaar. Als gevolg van het rechtenvrij maken van de stripheld mag eenieder in de Europese Unie zonder het betalen van royalty's Segars creatie gebruiken op posters, T-shirts en dergelijke.
Het merk Popeye blijft daarentegen in handen van King Features, een dochtermaatschappij van mediagigant Hearst Corporation. In 2008 bedroeg de omzet 1,6 miljard euro. Het blijft verboden zonder meer een actiefiguurtje van Popeye te maken of hem af te drukken op een blik spinazie. De spin-offindustrie rond Popeye groeide vrij snel. In 1937 verrees in Crystal City, de verzonnen spinaziehoofdstad, een Popeye-standbeeld. J. Wellington Wimpy, een bijfiguurtje uit de Popeye-strips dat verzot is op hamburgers, verleende zijn naam later aan de hamburgerketen Wimpy.

## Trivia
- Het idee dat Popeye door spinazie supersterk wordt is gebaseerd op het later foutief gebleken idee dat spinazie uitzonderlijk veel ijzer zou bevatten. Vaak wordt beweerd dat het misverstand te wijten is aan een verkeerd geplaatste komma in een wetenschappelijk artikel, maar dit artikel is nooit aangewezen.[3]
- In 1980 verscheen er een film rond het personage, met Robin Williams als Popeye (zie Popeye).
- Voor de tekenfilms die King Features in 1960 voor de televisie produceerde werd zeeman Bluto vervangen door bandiet/overvaller Brutus.